# Callista Gingrich
Callista Louise Gingrich (z domu Bisek; ur. 4 marca 1966 r.) – amerykańska bizneswoman, pisarka, producentka filmów dokumentalnych i dyplomatka, która pełni funkcję ambasadora Stanów Zjednoczonych przy Stolicy Apostolskiej. Jest żoną byłego Spikera Izby Reprezentantów USA i uczestnika republikańskich prawyborów prezydenckich Newta Gingricha.

## Dzieciństwo i młodość
Callista Louise Bisek urodziła się w Whitehall, Wisconsin jako córka Alphonse Emil Bisek i Bernity (Krause) Bisek. Jej ojciec pracował w pakowalni, a matka była sekretarką. Ma polskie i szwajcarskie pochodzenie. W 1984 r. ukończyła Whitehall Memorial High School. Callista uczęszczała do Luther College w Decorah w stanie Iowa, specjalizując się w muzyce. Studia ukończyła w 1988 roku. Otrzymała doktorat honoris causa Ave Maria School of Law w lutym 2018 roku.

## Kariera
W 1988 roku, tuż po studiach, Gingrich rozpoczęła staż w biurze republikańskiego kongresmena Steve’a Gundersona w Waszyngtonie. Pod koniec stażu dołączyła do personelu kongresowego Gundersona, gdzie pracowała do 1995 r. W 1995 r. przeniosła się do House Committee on Agriculture, gdzie pracowała jako główny urzędnik do 2007 roku.

### Multimedia
Od czasu opuszczenia House Committee on Agriculture w 2007 r. Gingrich została prezesem Gingrich Productions, firmy produkującej multimedia, którą założyła wraz z mężem. Firma zajmuje się produkcją filmów dokumentalnych dotyczących historii i polityki publicznej, publikowaniem książek i biuletynów, a także produkcją programów telewizyjnych i radiowych.
Firma wyprodukowała dziewięć filmów dokumentalnych, w tym The First American, Divine Mercy: The Canonization of John Paul II, A City Upon A Hill, America at Risk, Nine Days that Changed the World, Ronald Reagan: Rendezvous with Destiny, Rediscovering God in America, Rediscovering God in America II: Our Heritage, and We Have the Power. Filmy sprzedano w kilku tysiącach egzemplarzy.
Gingrich jest autorką siedmiu książek dla dzieci o Ellis the Elephant, m.in. Sweet Land of Liberty i Land of the Pilgrims 'Pride, o kolonizacji Ameryk. Oba znalazły się na liście bestsellerów obrazkowych książek dla dzieci The New York Times. W 2013 r. został wydany Yankee Doodle Dandy, o rewolucji amerykańskiej, a w październiku 2014 r. From Sea to Shining Sea, o wyprawie Lewisa i Clarka oraz pierwszych latach Stanów Zjednoczonych. W październiku 2015 ukazało się Christmas in America, o historii Bożego Narodzenia w Stanach Zjednoczonych. Dokładnie rok później wydano Hail to the Chief, o prezydentach Stanów Zjednoczonych, a w październiku 2017 Remember the Ladies, o pierwszych damach w Stanach Zjednoczonych.
Wraz z mężem i Dave’em Bossie, jest współautorką fotoksiążki Ronald Reagan: Rendezvous with Destiny. Gingrich jest także lektorką kilku audiobooków autorstwa jej męża.

## Partia republikańska

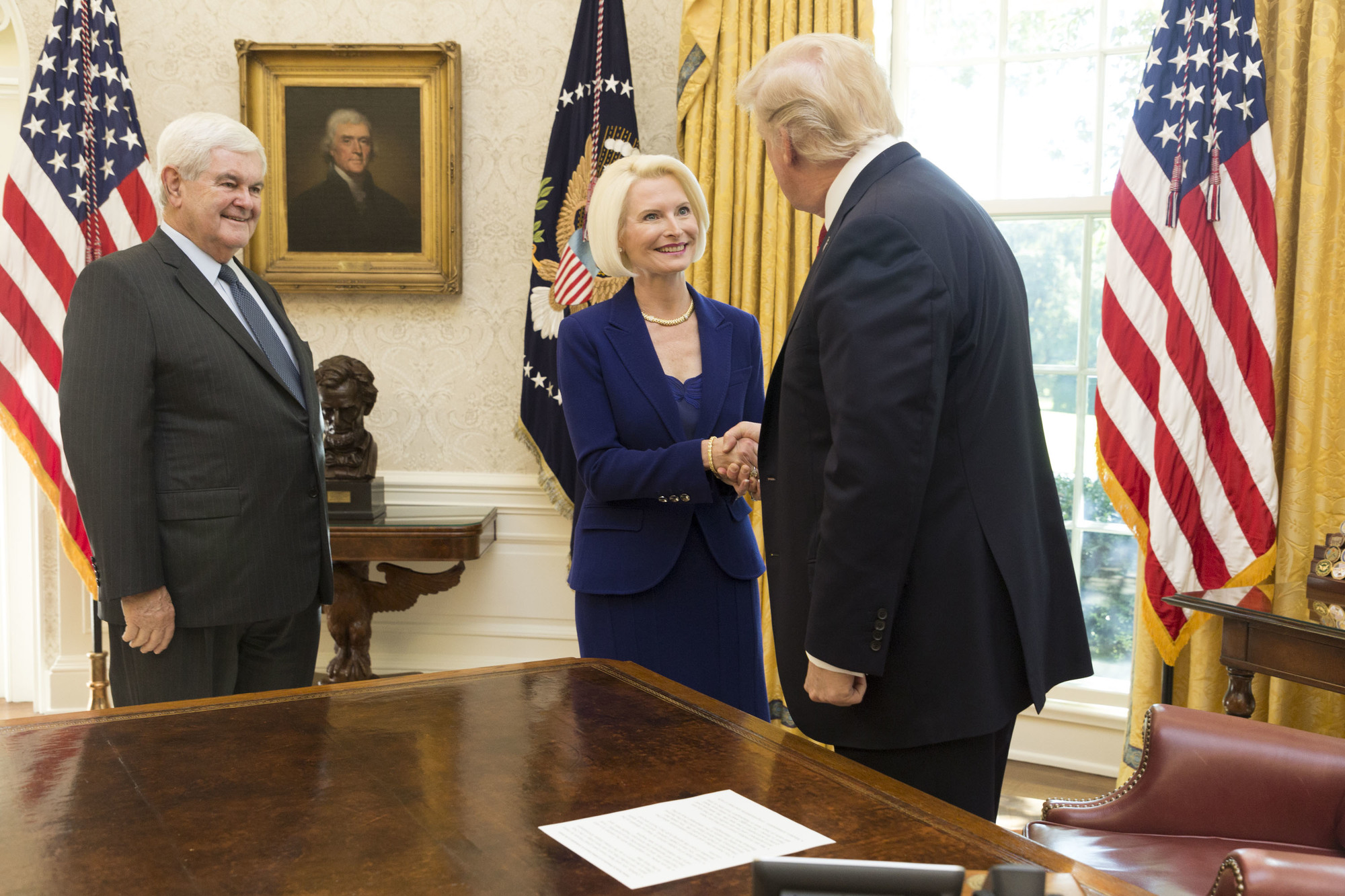
Spotkanie Gingrich z prezydentem Donaldem Trumpem, 24 października 2017 r

### Prawybory w partii republikańskiej 2012
W ramach starań męża, do zostania republikańskim kandydatem w wyborach prezydenckich w 2012 r., Gingrich często pojawiała się u jego boku na różnych wiecach. Na początku 2012 r. Gingrich zaczęła aktywnie angażować się w kampanię, często występując nawet bez obecności męża. 10 lutego pojawiła się na Conservative Political Action Conference, dając przemówienie wprowadzające do wystąpienia jej męża. Ponadto wspierała jego kampanię przemawiając na spotkaniach grup kobiet republikańskich, spotkaniach komitetów poparcia Gingricha, i wielu innych wiecach.

### Ambasadorka Stanów Zjednoczonych przy Stolicy Apostolskiej
Prezydent Donald Trump mianował ją ambasadorem Stanów Zjednoczonych przy Stolicy Apostolskiej w maju 2017 r., a Senat Stanów Zjednoczonych zatwierdził tę nominację 16 października 2017 roku. 22 grudnia 2017 r. Gingrich przedstawiła listy uwierzytelniające papieżowi Franciszkowi i oficjalnie przyjęła obowiązki ambasadora Stanów Zjednoczonych przy Stolicy Apostolskiej. Gingrich jest 11. ambasadorem USA przy Stolicy Apostolskiej.

## Pozostała aktywność
Gingrich jest wieloletnią członkinią chóru Bazyliki Niepokalanego Poczęcia w Waszyngtonie, gra także na waltorni w City of Fairfax Band w Fairfax w stanie Wirginia. Pełni funkcję prezesa w Gingrich Foundation, która, oprócz innych datków charytatywnych, ustanowiła Stypendium im Newta i Callisty Gingrich dla studentów głównych kierunków muzyki instrumentalnej w Luther College w Decorah w stanie Iowa.

## Życie prywatne

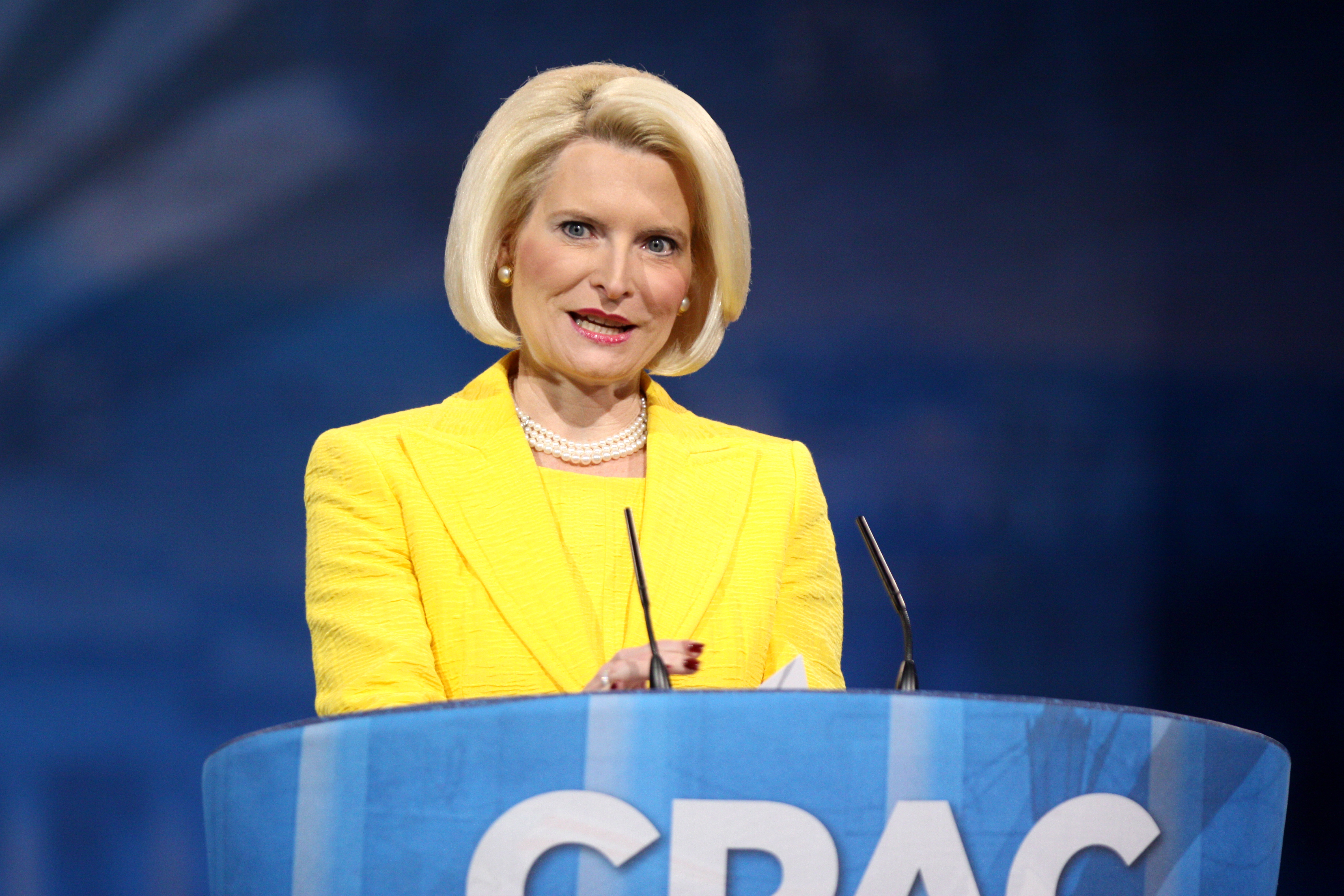
Callista Gingrich przemawiająca na Conservative Political Action Conference w National Harbor, Maryland

Callista Bisek poznała Newta Gingricha w 1993 r., kiedy ten był whipem partii mniejszościowej, a ona pracowała w biurze kongresmena Steve’a Gundersona. Callista zeznała w 1999 r. w ramach postępowania rozwodowego Gingricha, że para rozpoczęła sześcioletni romans w 1993 r., gdy Newt był jeszcze ze swoją drugą żoną, Marianne. Newt rozwiódł się z Marianne w grudniu 1999 r., a 18 sierpnia 2000 r. Callista i Newt pobrali się podczas prywatnej ceremonii ślubnej w Alexandrii w stanie Wirginia. W 2002 r. Newt Gingrich zwrócił się do katolickiej archidiecezji Atlanty o unieważnienie jego 19-letniego małżeństwa z Marianną.
Małżeństwo Gingrich mieszka w McLean w stanie Wirginia.